# Turbinicarpus swobodae
Espèce
Statut de conservation UICN

 CR B1ab(v)+2ab(v) : 
En danger critique
Turbinicarpus swobodae est une espèce de plantes à fleurs de la famille des Cactaceae. C'est un cactus endémique des déserts chauds du Mexique.